# Akordo
Akordo es un grupo de siete cantantes que interpretan sus obras en esperanto y sin acompañamiento musical (a capela). Muchas de sus obras son traducciones o adaptaciones de música popular europea. Su repertorio está compuesto por diferentes estilos, interpretados siempre a modo de grupo vocal sin acompañamiento.

## Historia
Este grupo fue creado en 1988, pero no fue hasta 1996 cuando sacaron su primer disco compacto: Muzikpluvo, con 25 temas. En el año 2003, el grupo saca su segundo disco, Kristnaska Kordo, en el que podemos encontrar 25 temas de carácter religioso, entre ellos hay numerosas traducciones de cantos populares europeos.
Además, Akordo ha participado en algunos trabajos que promueven el esperanto, como Vinilkosmo Kompil' Volumo 2, en el que trabajan junto con otros artistas esperantistas.
El grupo puso fin a sus conciertos en 2008. Sin embargo, la publicación de canciones continúa. En abril de 2018, la editorial Vinilkosmo del sur de Francia lanzó una pequeña reedición del primer álbum del grupo, Muzikpluvo, con dos temas adicionales.
En los últimos años, su popularidad ha crecido ya que son ellos quienes han entonado el que hoy es considerado el Himno del Esperanto: La Espero.

## Integrantes
Sus integrantes son los siguientes:
- Rineke Hoens: soprano.

- Saskia Idzerda: contralto.

- Arjen-Sjoerd de Vries: tenor.

- Danny ten Haaf: bajo.